# Peonidină
Peonidina este un compus organic natural, aparținând clasei antocianidinelor metoxilate (este un derivat 3'-metoxilat de cianidină). Este un pigment vegetal și se regăsește în specii din genul Paeonia.